# 肝 (五臓)
肝（かん）は、伝統中国医学における五臓のひとつで、「もの」としてはほぼ現代医学の肝臓と同一と見られている。脾・胃とともにほぼ軀幹（胴体）の中央部にある。
しかしその働きは、現代医学の肝臓とは全く違っている。「血を宿すところ」とされ、血の貯蔵庫である。そのため、お椀を伏せたような形をしていて、上部は太い脈で心とつながり、それが肝にはいると細かく葉脈状に分枝してその先で血を蓄えるようになっている。心が全身に気血を配分する王様または首相とすれば、肝はそれを管理する宰相・大蔵大臣に当たる。
肝は、精神作用としては、人の性格や感情を司る「魂」を宿すとされ、根気や意志・想像力に深く関わっている。そのため肝が充実していれば、何事にも積極的で物怖じせず、仕事のできる人間になるが、肝に問題があると、持久力がなく、些細なことに動じやすく、優柔不断で、短期で怒りっぽくなるとされている。また肝は筋肉と関連があり、肝が充実していないと、体を思うように動かすことができない。また、肝は眼に開くとされ、肝が衰えてくると、白目が黄色っぽくなり、黒目も潤みがちになるという。
肝は五行思想の木に属し、胆と表裏の関係にある。体のほぼ中央にあることと、性格や感情を左右することから、「肝胆」のつく慣用句が多い。

## 「肝胆」がつく慣用句
- 肝胆相照らす: 体の一番奥にある肝胆まで見せ合うほど、親しくする意味。
- 肝胆寒し: 非常にびっくりする。「驚」は肝が司るとされることから。「肝胆を寒からしめる」とも使う。